# Kiyoyuki Mori
Kiyoyuki Mori (森清之?, Mori Kiyoyuki; 30 ottobre 1964) è un allenatore di football americano giapponese, head coach della nazionale giapponese e dei Tokyo Warriors. Al college ha giocato come defensive end e outside linebacker.

## Palmarès
- 1 Mondiale (2003[1])
- 6 Rice Bowl (Kyoto University Gangsters, 1986[2], 1987[2], 1995[1]; Asahi Beer Silver Star, 1999[1]; Asahi Soft Drink Challengers, 2000[1]; Kajima Deers, 2009[1])